# U 124 (Kriegsmarine)

Logo van U 124

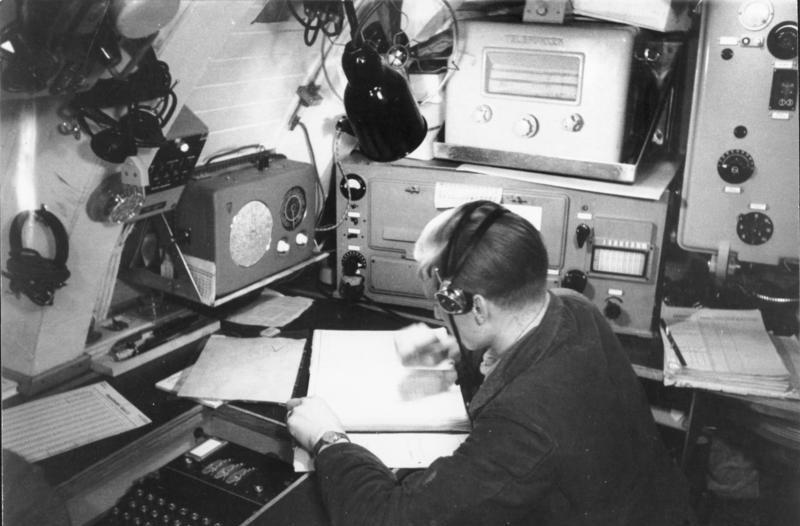
Enigma op de U 124.

De U 124 was een U-boot van de IXB-klasse van de Duitse Kriegsmarine tijdens de Tweede Wereldoorlog. Hij stond onder commando van korvetkapitein Johann Mohr. Hij nam met succes deel aan Operatie Paukenschlag. Tussen maart en april 1942 bracht de U 124 negen koopvaardijschepen in de Caribische Zee tot zinken.

## Geschiedenis
De onderzeeboot had als embleem op de commandotoren de "Edelweiss". Het embleem was geïnspireerd door het verlies van de U 64 in april 1940, toen een deel van de bemanning door Bergjägers gered werd, die hetzelfde bloem-embleem hadden op hun gevechtskledij.
Op 17 juni 1942 rapporteerde Mohr dat in de loop van zijn aanval op konvooi QNS-100 tot zeven keer toe eensklaps torpedobootjagers vanachter de horizon verschenen waren om recht op hem af te stevenen. Admiraal Karl Dönitz kreeg de indruk dat de Britten een nieuw, bijzonder efficiënt instrument hadden uitgevonden om een doel aan de oppervlakte te lokaliseren. Het was de Duitse admiraliteit niet bekend dat de Britten een anderhalvemeter radarinstallatie hadden gebouwd. 

## Ondergang
De U-124 werd op 2 april 1943 tot zinken gebracht ten westen van Porto, in positie 41° 02′ 0″ NB, 15° 39′ 0″ WL. door dieptebommen van het Britse korvet HMS Stonecrop en de Britse sloep HMS Black Swan. Korvetkapitein Johann Mohr en zijn 53 bemanningsleden vonden de dood.

## Commandanten
- 11 juni 1940 - 7 september 1941: Kptlt. Georg-Wilhelm Schulz (Ridderkruis)
- 8 december 1941 - 2 april 1943: KrvKpt. Johann Mohr (Ridderkruis)